# Soleil Sorge
Soleil Anastasia Sorge (Los Ángeles, California, 5 de julio de 1994) es una modelo, presentadora de televisión, personalidad de televisión, showgirl y columnista estadounidense-italiana, de origen americano por su madre y italiano por su padre.

## Biografía
Soleil Sorge nació el 5 de julio de 1994 en Los Ángeles, California (Estados Unidos), de la profesora de yoga estadounidense Wendy Kay y el empresario italiano Paolo Sorge. Desde los tres años, tras la separación de sus padres, pasó su infancia y adolescencia entre Avezzano (en los Abruzos) y Los Ángeles.

## Carrera
Soleil Sorge se instaló en Avezzano con su padre durante su infancia, después de vivir en Los Ángeles hasta los seis años. Durante su estadía en Avezzano asistió a la escuela secundaria científica y luego se mudó por un tiempo, después del diploma de la escuela secundaria científica, a vivir con su madre en Los Ángeles para cumplir su sueño de convertirse en actriz. Poco después se trasladó a Roma, donde se matriculó en la facultad de economía de la Universidad de Roma La Sapienza, sin abandonar, sin embargo, su carrera televisiva.
Comenzó a trabajar en algunos programas emitidos en emisoras romanas como Roma TV en colaboración con NBC y en 2015 condujo el programa Roma Now. Años más tarde se mudó a la ciudad de Nueva York para estudiar actuación en el Instituto de Teatro y Cine Lee Strasberg de Manhattan.
El 14 de septiembre de 2014 participó en el concurso de belleza Miss Italia, emitido en La7 y presentado por Simona Ventura, como Miss Abruzzo, ocupando el séptimo lugar entre las veintiséis señoritas participantes. Su notoriedad llegó en 2016 y 2017, con la participación en Uomini e donne, emitido en Canale 5 con la conducción de Maria De Filippi.
En 2016 participó como actriz en el video musical de Eman Il mio vizio. Al año siguiente, en 2017, participó en el videoclip Mi fai innamorare junto a Astol.
Inmediatamente después de su participación en Uomini e donne, comenzó su carrera como modelo e influencer y se mudó a Milán.
Del 10 de febrero de 2019 al 25 de marzo de 2019 participó en la decimocuarta edición de L'isola dei famosi, emitida en Canale 5 con la conducción de Alessia Marcuzzi. Fue eliminada en la décima semana durante la semifinal, terminando en sexto lugar de veintitrés competidores.
En 2019 y 2020 participó en la obra teatral Doppio Misto dirigida y escrita por Danilo De Santi, en el Teatro Oro de Roma.
Del 11 de febrero de 2020 al 24 de marzo de 2020 participó en la octava edición de Pechino Express, titulada Pechino Express - Le stagioni dell'Oriente, emitida en Rai 2 con la dirección de Costantino della Gherardesca, emparejado con su madre Wendy Kay, quedando eliminado en el séptimo episodio y ocupa el quinto lugar de once pares. Ese mismo año, durante el confinamiento por la pandemia de COVID-19, se fue a trabajar a República Dominicana, donde vive su padre Paolo. También en 2020 participó como comentarista recurrente en Pomeriggio Cinque, Domenica Live y Live - Non è la d'Urso, todos programas emitidos en Canale 5 y conducidos por Barbara D'Urso.
En 2020, junto a Luca Vismara, lideró el evento de Año Nuevo Ciao, 2020 io esco, emitido en streaming en Biccy. En 2021 participaste como competidor en Guess My Age - Indovina l'età, emitido en TV8 bajo la conducción de Enrico Papi.
Del 13 de septiembre de 2021 al 7 de marzo de 2022 participó en la sexta edición del Grande Fratello VIP, emitida en Canale 5 con la conducción de Alfonso Signorini, siendo eliminado durante el cuadragésimo séptimo episodio, tras seis meses en casa y una semana antes de la final, con el 42% de los votos frente al 58% de Davide Silvestri, ocupando el noveno lugar entre treinta y ocho competidores. El 21 de marzo del mismo año participa como comentarista en el programa Tiki Taka - La repubblica del pallone, emitido en Italia 1 con la conducción de Piero Chiambretti. En abril del mismo año fue víctima del programa Le Iene, emitido en Italia 1 con la conducción de Belén Rodríguez y Teo Mammucari.
Del 15 de marzo al 3 de mayo de 2022 fue elegida por Barbara D'Urso presentadora de la quinta edición de La pupa e il secchione, titulada La pupa e il secchione Show emitido en Italia 1, para cubrir el papel de tercer juez junto con Antonella Elia y Federico Fashion Style. Desde mayo de 2022 ha lanzado su proyecto State of Soleil, que incluye una colección de bikinis y bandanas.
El 6 de junio de 2022 participó como Piratessa junto a Vera Gemma en la decimosexta edición de L'isola dei famosi, emitida en Canale 5 con la conducción de Ilary Blasi. Del 19 de septiembre de 2022 al 3 de abril de 2023 lidera la GF VIP Party junto a Pierpaolo Pretelli en la plataforma Mediaset Infinity. El 27 de septiembre de 2022 participó como competidor contra Dayane Mello en la primera edición del programa de televisión emitido en TV8 Alessandro Borghese - Celebrity Chef.
El 15 de noviembre de 2022 publicó su primer libro publicado por Sperling & Kupfer, Il manuale della stronza. El 26 de diciembre de 2022 y el 2 de enero de 2023, junto con Pierpaolo Pretelli, reemplazó a Sonia Bruganelli como comentarista en los episodios vigésimo quinto y vigésimo sexto de la séptima edición de Grande Fratello VIP, emitida en Canale 5 con la conducción de Alfonso Signorini. El 31 de enero de 2023 participó como competidor en el equipo Millennials junto a Emanuel Caserio, Alessandro Egger y Paola Di Benedetto en el programa Boomerissima, emitido en Rai 2 con la conducción de Alessia Marcuzzi. Al día siguiente, 1 de febrero, participó como competidor en el concurso Name That Tune - Indovina la canzone, emitido en TV8 con la conducción de Ciro Priello y Fabio Balsamo.
En 2023 ocupó el cargo de juez en el programa de televisión Un armadio per due, emitido en La5 con la conducción de Veronica Ruggeri. En el mismo año participó como competidor en la segunda edición del programa de televisión Back to School, emitido en Italia 1 con la conducción de Federica Panicucci.

## Programas de televisión
| Año       | Título                                     | Cadeña   | Role                     |
| --------- | ------------------------------------------ | -------- | ------------------------ |
| 2014      | Miss Italia                                | La7      | Ella Misma / Concursante |
| 2015      | Roma Now                                   | Roma TV  | Conductora               |
| 2015      | Roma Now                                   | NBC      | Conductora               |
| 2016-2017 | Uomini e donne                             | Canale 5 | Pretendiente             |
| 2019      | L'isola dei famosi 14                      | Canale 5 | Ella Misma / Concursante |
| 2020      | Pechino Express - Le stagioni dell'Oriente | Rai 2    | Ella Misma / Concursante |
| 2020      | Pomeriggio Cinque                          | Canale 5 | Columnista recurrente    |
| 2020      | Domenica Live                              | Canale 5 | Columnista recurrente    |
| 2020      | Live - Non è la d'Urso                     | Canale 5 | Columnista recurrente    |
| 2021      | Guess My Age - Indovina l'età              | TV8      | Ella Misma / Concursante |
| 2021-2022 | Grande Fratello VIP 6                      | Canale 5 | Ella Misma / Concursante |
| 2022      | Tiki Taka - La repubblica del pallone      | Italia 1 | Columnista               |
| 2022      | Le Iene                                    | Italia 1 | Víctima                  |
| 2022      | La pupa e il secchione Show                | Italia 1 | Jurada                   |
| 2022      | L'isola dei famosi 16                      | Canale 5 | Estrella invitada        |
| 2022      | Alessandro Borghese - Celebrity Chef 1     | TV8      | Ella Misma / Concursante |
| 2022-2023 | Grande Fratello VIP 7                      | Canale 5 | Columnista               |
| 2023      | Boomerissima                               | Rai 2    | Ella Misma / Concursante |
| 2023      | Name That Tune - Indovina la canzone       | TV8      | Ella Misma / Concursante |
| 2023      | Un armadio per due                         | La5      | Jurada                   |
| 2023      | Back to School 2                           | Italia 1 | Ella Misma / Concursante |

## Web TV
| Año       | Título             | Plataforma        | Role       |
| --------- | ------------------ | ----------------- | ---------- |
| 2020      | Ciao, 2020 io esco | Biccy             | Conductora |
| 2022-2023 | GF VIP Party       | Mediaset Infinity | Conductora |

## Filmografía

### Actriz

#### Videoclip
| Año  | Título            | Autor |
| ---- | ----------------- | ----- |
| 2016 | Il mio vizio      | Eman  |
| 2017 | Mi fai innamorare | Astol |

## Teatro
| Año       | Título       | Director        | Teatro             |
| --------- | ------------ | --------------- | ------------------ |
| 2019-2020 | Doppio Misto | Danilo De Santi | Teatro Oro de Roma |

## Obras
- Sorge, Soleil (2022).  Sperling & Kupfer, ed. Il manuale della stronza. ISBN 9788820076382.